# Rudder ratio
Rudder ratio è un termine riferito ad un valore tenuto sotto controllo,  nei moderni aeromobili, dai sistemi computerizzati di bordo e la cui variazione è segnalata (se tale da essere fattore di rischio) da un allarme. 
La "ratio" mette in correlazione tra loro la velocità dell'aeromobile e l'angolo di deflessione del timone direzionale (posto in coda) ed il suo calcolo è il risultato di tale correlazione.
Quando un aereo accelera la deflessione del timone deve essere proporzionalmente ridotta, tramite l'uso della pedaliera. Questo processo di riduzione è reso necessario dal fatto che, se il timone è in deflessione troppo accentuata rispetto alla velocità dell'apparecchio, ciò può causare delle improvvise e potenti imbardate oppure l'oscillazione laterale (rollio) dell'apparecchio. 
In aggiunta a questo, in casi di totale deflessione del timone ad alta velocità, sussiste il concreto pericolo di perdita di controllo e di danni al timone ed alla coda, che possono causare lo schianto al suolo dell'aeromobile.